# William Christopher Zeise
William Christopher Zeise (Slagelse, 15 d'octubre de 1789 – Copenhage, 12 de novembre de 1847) va ser un químic danès que sintetitzà un dels primers compostos organometàl·lics.

## Biografia
Zeise era el fill de l'apotecari de Slagelse. En acabar els estudis a la seva localitat anà a aprendre l'ofici de farmacèutic amb Gottfried Becker, el farmacèutic reial a Copenhage. Al mateix temps estudià física i química a la universitat, però degut a una malaltia retornà a Slagelse i es dedicà a l'estudi de la química, especialment les teories d'Antoine Lavoisier. El 1806 retornà a Copenhage i s'instal·là a casa de Hans Christian Oersted, que acabava de ser nomenat professor de física i química de la universitat. Oersted l'anomenà el seu ajudant i seguí estudiant química i farmàcia. L'any 1815 es graduà i aconseguí el doctorat dos anys després amb una tesi sobre l'acció dels àlcalis sobre els compostos orgànics.
Després anà a ampliar estudis amb Friedrich Stromeyer a la universitat de Göttingen i després a París on va poder parlar amb els ja consagrats químics Berthollet i Laplace, va assistir a diverses reunions de l'Académie des Sciences, als cursos de Vauquelin i establí amistat amb els joves químics Chevreul i Thénard.
L'any 1819 retornà a Dinamarca i dirigí el laboratori d'Oersted, uns dels primers laboraoris de química analítica i química orgànica d'Europa. Dos anys després fou nomenat professor de química a la universitat de Copenhage, i després, des de 1829 fins a la seva mort, professor de química orgànica del Reial Institut Politècnic de Copenhage.

## Obra

Estructura de la sal de Zeise.

A Zeise es deu la primera síntesi d'un compost organometàl·lic, el complex d'etilè-platí (II), de fórmula K[PtCl₃(η²-(C₂H₄)] · H₂O, obtingut per reacció del tetracloroplatinat de potassi, de fórmula K₂[PtCl₄] amb la presència d'etilè en clorur d'estany (II), SnCl₂, com a catalitzador. En el seu honor aquest compost fou anomenat sal de Zeise.
El treball fou presentat per primer cop el 1830 a la Universitat de Copenhage publicat sota el títol en llatí De chlorido platinae et alcohole vini sese invicem permutantibus nec non de novis substantiis inde oriundis (La reacció entre clorur de platí i esperit de vi i les noves substàncies que se'n produeixen). Després va publicar-lo als annalen der Physik und Chemie de Poggendorff i al Journal für Physik und Chemie de Schweigger. Aquest treball causà un impacte important en la comunitat científica i fou destacat per Berzelius i Liebig.
També va realitzar altres investigacions destacades: la síntesi de xantats, derivat de l'àcid xantogènic, un monoester inestable de l'àcid ditiocarbonílic de fórmula RO(C=S)SH, amb la fórmula general RO(C=S)SR'; realitzà també la primera síntesi d'un tiol i va aïllar el carotè. Va donar nom als mercaptans, així mercaptà prové de l'expressió en llatí "corpus mercurium captans".

### Obres
- Zeise, W.C. «Von der Wirkung zwischen PIatinchlorid und Alkohol, und von den dabei entstehenden neuen Substanzen» (en alemany). Annalen der Physik und Chemie, 97, 1831, pàg. 497-541.